# Ricardo Bianchini
Ricardo Bianchini é um engenheiro que trabalha na Microsoft Azure, uma plataforma de computação em nuvem. Por suas contribuições para o gerenciamento de energia em servidores e em centro de processamento de dados, ele recebeu os títulos de Fellow da Associação para Maquinaria de Computação (ACM) em 2016 e do Instituto de Engenheiros Eletricistas e Eletrônicos (IEEE) em 2015.